# Suremballage

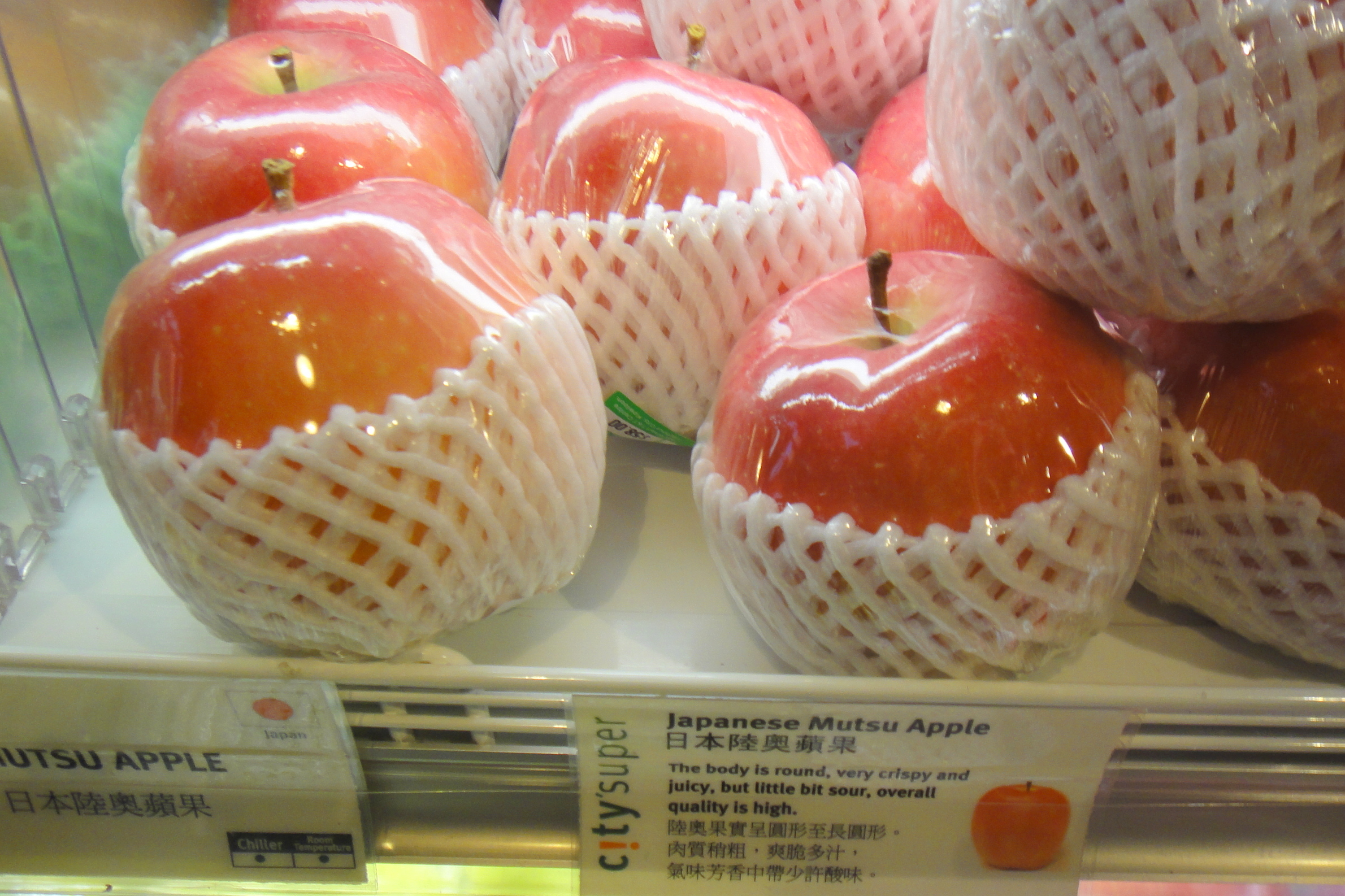
Pommes avec suremballage dans un magasin de Hong Kong.

Le suremballage est la pratique non-durable, mais dans certains cas jugée nécessaire, consistant à commercialiser des produits avec un emballage jugé excessif, eu égard aux sensibilités environnementales du marché sur lequel ils sont introduits. 

## Législation européenne
La directive européenne (94/62/CE devenue 2004/12/CE) fournit avec ses normes d'application un cadre intéressant pour évaluer s'il est ou non justifié d'avoir un tel emballage. Cette démarche s'appelle l'exigence de minimisation ou prévention des déchets d'emballage par réduction à la source. Il appartient à chaque emballeur de se demander si le point critique pour diminuer son emballage réside dans :
- Protection du produit (contre l’humidité, la lumière, l’oxygène, la perte de goût, la listeria…)
- Procédé de fabrication de l’emballage : au mieux de la technique, en englobant les variations prévues par les tolérances.
- Processus d’emballage / remplissage (ralentir la conditionneuse, occasionner des pertes du produit sur la machine…)
- Logistique (y compris transport, entreposage, manutention) par exemple carton sous-multiple de la palette
- Présentation et commercialisation du produit (ne pas tuer la poésie d’un flacon de parfum, empêcher l’effraction des articles de valeur)
- Acceptation par le consommateur (mettre une poignée, faciliter les parts individuelles…)
- Informations (facilité de lecture de l’étiquette, du mode d’emploi…)
- Sécurité (ajouter une bague inviolable, faire des colis de moins de 25 kg…)
- Législation (aptitude au contact alimentaire, pharmacie, transport de matières dangereuses, etc.)
- Autres (facteurs économiques, sociaux, environnementaux…)

Si aucun point « critique » n'est identifié, alors la conception de l'emballage doit évoluer pour réduire le poids ou l'épaisseur ou le volume voire supprimer le suremballage.

## Opinions diverses sur le suremballage
Le « suremballage » n'est pas le résultat que de considérations liées au marchandisage, qui considère volontiers qu'un packaging « attractif » favorise l'acte d'acheter. Par exemple, le transport dans un chariot à provisions sera jugé délicat pour quatre yaourts emballés dans du verre, tandis qu'un lot de ces produits dans une « cartonnette » rendrait le transport plus aisé. De plus, certains estiment que cette cartonnette véhicule des informations qui ne seraient pas faciles à lire sur l'étiquette d'un yaourt. D'autres estiment qu'un seul panneau informatif coiffant le lot de yaourts à vendre suffirait et que ces  yaourts contenus dans du verre ne sont pas plus délicats à transporter que du vin contenu dans des bouteilles de verre.  

## Effets divers du suremballage

### Coût financier
Le coût financier du suremballage est répercuté intégralement sur le tarif du produit proposé à la vente. Pour le consommateur qui l'achète, c'est un coût multiple : à l'achat, puis, par l'acte de tri non rémunéré, et, en s'acquittant de la taxe d'habitation de son logement indexée sur le prix d'achat de poubelles de tri de grandes contenance, des camions de ramassage du salaires des cantonniers, des usines de tri sélectif et de son personnel et de la maintenance de toute cette filière. Cette situation est dénoncée régulièrement par divers organismes privés et publics comme l'ADEME.

### Coût environnemental
L'ampleur des infrastructures de tri sélectif est proportionnelle au volume de suremballage existant. Ces moyens mis en place induisent une pollution environnementale non négligeable.

### Actes des consommateurs pour réduire le suremballage
Le suremballage peut être largement évité :
- Préférer les grands conditionnements
- Éviter le préemballage des produits agricoles non transformés (fruits, légumes, viande)
- Utiliser des sacs réutilisables ou des paniers
- Préférer l’eau du réseau domestique à l’eau embouteillée
- Ne pas faire soi-même de suremballages inutiles
- Compostage des emballages organiques quand cela est possible.